# Szapáry János
Szapári, muraszombathi és széchyszigeti gróf Szapáry János Péter (Podhrágy, 1757. – Buda, 1815. március 2.) gazdasági író, Fiume kormányzója, Szerém vármegye főispánja.

## Élete
A főnemesi származású gróf szapári, muraszombathi és széchyszigeti Szapáry család sarja. Apja, gróf Szapáry Péter (1711-1796), anyja, gróf hallerkeöi Haller Julianna (1719-1759) volt. Szapáry János mint gazdasági író és fiume kormányzója meglátta Magyarország gazdaságának fejlesztési szükségességét. Röpiratában az ország gazdasági fejlődése érdekében a kereskedelem és a közlekedés fejlesztését javasolta, konkrétan azt, hogy a tehetősebbek hozzanak létre egy fejlesztési alapot. Nem volt képzett közgazdász, mégis kiemelkedő a munkássága. Az 1790–91-es országgyűlés kereskedelmi bizottságának tagja. Sándor Lipót főherceg és nádor főudvarmestere 1792-től, később József nádor mellett is e tisztségben működött. József nádor bizalmasai közé vette, akit elkísért külföldi útjaira is. Megválasztották Fiume város és környéke kormányzójának, és Szerém Horvát-Szlavónország-i vármegye főispánjának.
Azok közé az aulikus főurak közé tartozott, akik igyekeztek a magyar nemesi rendi ellenállás és az udvar között közvetíteni. 

## Műve
- Der unthätige Reichtum Hungars wie zu gebrauchen. Mit einer kurzen historisch-phisikalischen Bescheribung dei Oestetrreichischen und Hungarischen Seeküste (Nürnberg, 1784, magyarul Székely József fordításában: Magyarország meddő gazdaságának hogy lehetne hasznát venni. Az osztrák és magyar tengerpart történelmi és természeti rövid rajzával, Budapest, 1878).